# Friedhof der Märzgefallenen

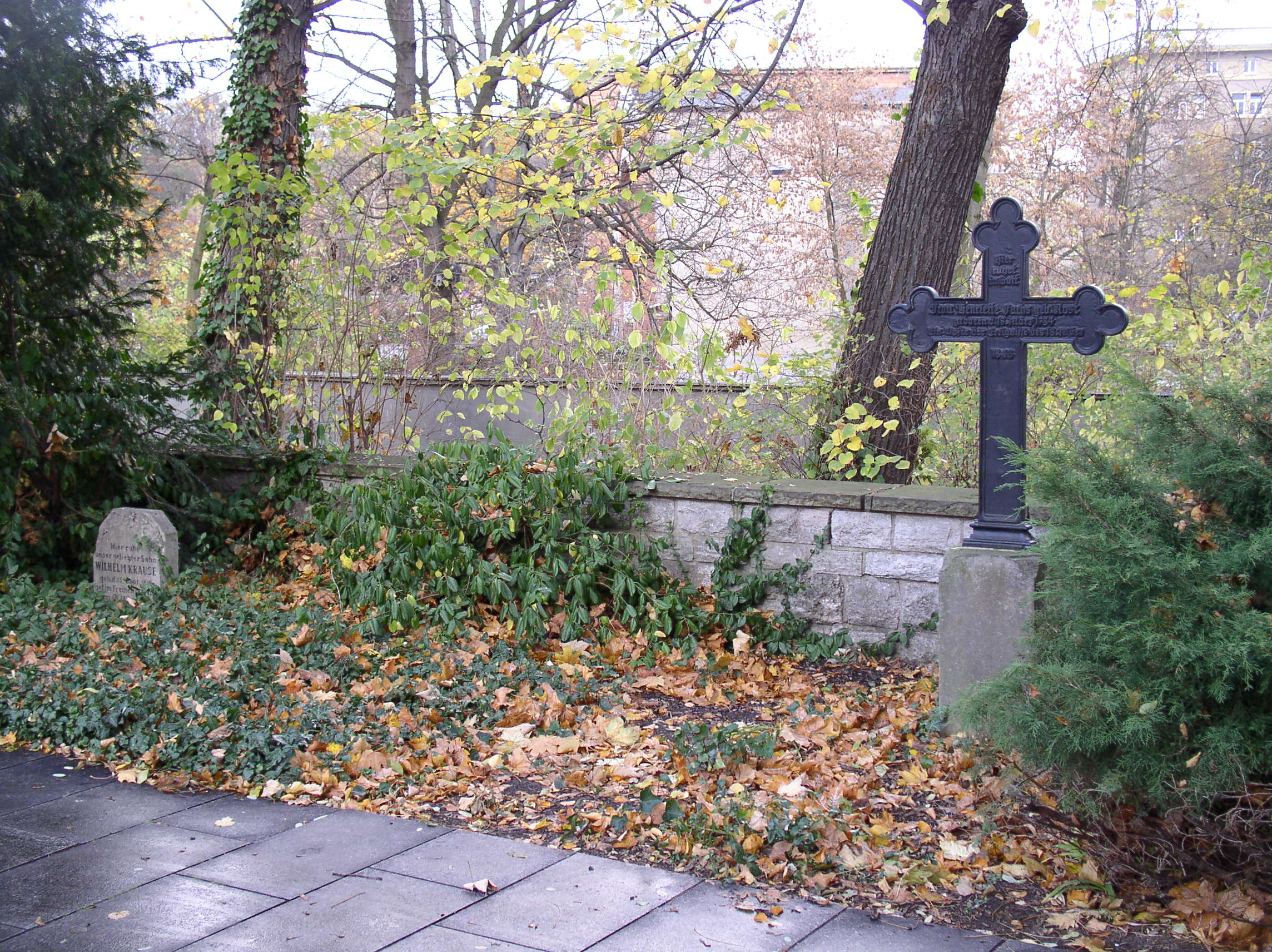
Friedhof der Märzgefallenen (Gräber)

Der Friedhof der Märzgefallenen ist ein Friedhof im Volkspark Friedrichshain im Berliner Ortsteil Friedrichshain. Er wurde für die Opfer der Märzrevolution vom 18. März 1848, die Märzgefallenen, angelegt. 1925 gestaltete der Berliner Architekt Ludwig Hoffmann die Anlage um und brachte sie in die bestehende dreiseitig gefasste Form. Weitere Umgestaltungen fanden 1948 und 1957 statt.
Nach der Novemberrevolution von 1918 wurden hier auch die ersten Berliner Gefallenen dieses Aufstands beerdigt, an die die 1960 aufgestellte Bronzefigur Roter Matrose von Hans Kies erinnern soll.
1948 wurde zum 100-jährigen Bestehen des Friedhofs ein Gedenkstein mit den Namen der Märzgefallenen aufgestellt. Heute existieren noch 18 Grabplatten, drei eiserne Grabkreuze, eine Stele und zwei Grabdenkmäler aus Gusseisen. Der Friedhof der Märzgefallenen ist heute eine Gedenkstätte und ein Gartendenkmal.
Insgesamt ruhen auf dem Friedhof 255 Märzgefallene und 33 Gefallene der Novemberrevolution.

## Geschichte

### Vorbereitungen und Begräbnis 1848

Plan des Gräberfeldes

Die ersten Beigesetzten auf dem Friedhof der Märzgefallenen waren 183 zivile Opfer der Barrikadenkämpfe der Märzrevolution vom 18. März 1848. Sie wurden am 22. März 1848 auf dem Lindenberg, der damals höchsten Erhebung des noch im Aufbau befindlichen Volksparks, der im Volksmund auch Kanonenberg genannt wurde, bestattet.
Die Berliner Stadtverordnetenversammlung fällte aufgrund eines Antrags von Stadtrat Daniel Alexander Benda die Entscheidung für die Errichtung des neuen Friedhofs auf einer 2,3 Hektar großen Fläche erst am Vortag der Beerdigung. Sie sah vor, dass neben den zivilen Opfern auch die gefallenen Soldaten hier beerdigt werden sollten. Die Entscheidung zu einer gemeinsamen Beerdigung war bereits vorher in der Bevölkerung breit diskutiert und meist abgelehnt worden, letztlich entschied aber das Militär, indem es die Leichen der toten Soldaten nicht zur Verfügung stellte. Die zu dem Zeitpunkt auf dem Lindenberg befindlichen beiden Windmühlen sollten für die Anlage der Begräbnisstätte abgerissen werden. Außerdem sollte ein Denkmal auf dem damals noch nicht zum Berliner Stadtgebiet gehörenden Friedhof und ein weiteres in der Stadt aufgestellt werden. Trotz dieses Beschlusses wurde nur eine Mühle abgerissen und die Fläche war dadurch erheblich kleiner. Die zweite Mühle brannte 1860 nieder. Auch die Beerdigung der Soldaten fand nicht hier statt, sondern erst am 24. März auf dem Invalidenfriedhof in Berlin-Mitte. Die geplanten Monumente wurden ebenfalls nicht errichtet. Der Friedhof war ursprünglich quadratisch angelegt mit Diagonalwegen, die auf einen umlaufenden Weg führten, an dem die Gräber lagen. Das Zentrum der Anlage bildete ein Rondell mit einer Sommerlinde.

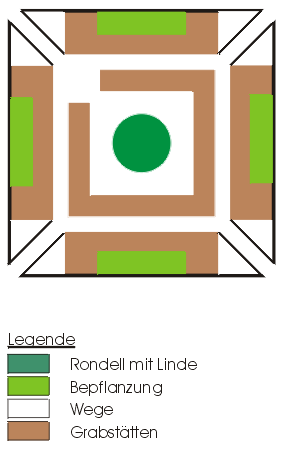
Friedhof der Märzgefallenen 1848

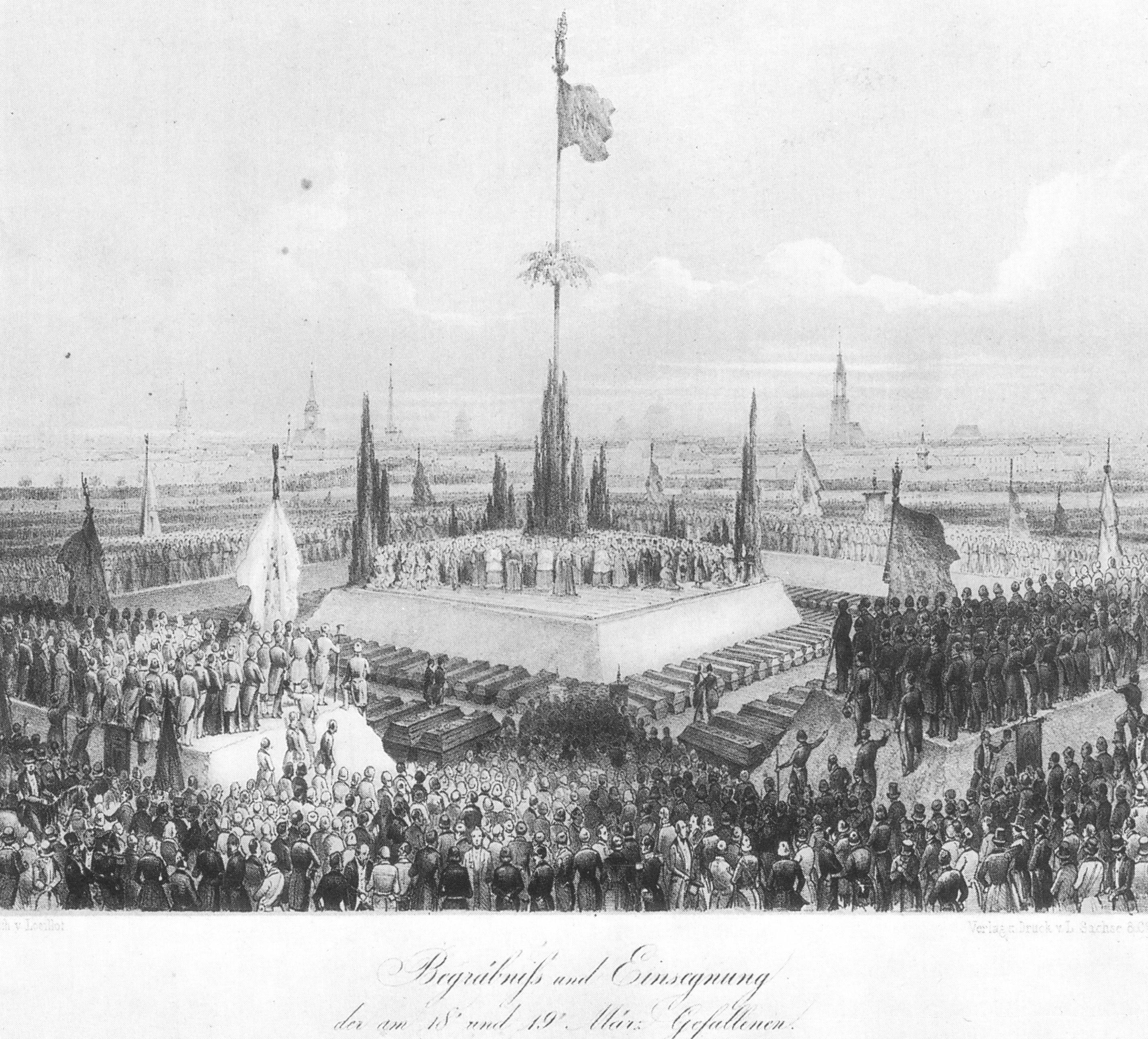
Begräbnis und Einsegnung der am 18. und 19. März 1848 Gefallenen, Lithografie von Wilhelm Loeillot de Mars, 1848

Nach einer Möglichkeit zur privaten Abschiednahme am 21. März fand das Begräbnis am 22. März statt. An diesem Tag wurde ein Festzug vorbereitet und ganz Berlin einschließlich des Berliner Stadtschlosses und des Scharnhorst- und Blücher-Denkmals in der Innenstadt wurden in Schwarz-Rot-Gold und schwarz geschmückt. Helfer dekorierten die Särge der Gefallenen mit Blumen aus dem königlichen Garten. Auf dem Gendarmenmarkt kam es zur Aufbahrung der Märzgefallenen (1848). Es waren 100.000 Menschen versammelt, Adolf Glaßbrenner sprach gar von 300.000. In der Neuen Kirche, der Kirche am Deutschen Dom auf dem Gendarmenmarkt, versammelten sich die Angehörigen der Toten zu einem evangelischen Gottesdienst. Die Anwesenden sangen den Choral Jesus, meine Zuversicht, danach verließen sie die Kirche. Der evangelische Prediger der Neuen Kirche Adolf Sydow, der katholische Kaplan Johann Nepomuk Ruhland von der Sankt-Hedwigs-Kirche und der Rabbiner Michael Sachs hielten vor der Tür eine kurze Weiherede, ein interreligiöses Zusammentreffen, das die Königlich privilegirte Berlinische Zeitung wie folgt kommentierte: „es war ein historischer Moment, der ebenso in der Geschichte ohne Beispiel dasteht, als diese ganze Feierlichkeit selbst“.
Der Festzug von der Neuen Kirche zum Friedhof bestand aus 20.000 Teilnehmern und 3.000 Ordnern, war etwa 7,5 Kilometer lang und dauerte vier Stunden. Die Königlich privilegirte Berlinische Zeitung (später Vossische Zeitung), deren gesamte Redaktion am Begräbnis teilnahm, bemerkte, in den mitgeführten Symbolen „schien sich die ganze Geschichte unseres Vaterlandes zu verkörpern“. Die Teilnehmer führten Fahnen aus anderen Städten ebenso mit sich wie die von einzelnen Gewerben in der Stadt. Orden und Uniformen waren dagegen kaum vorhanden. Beim Weg über den Berliner Schloßplatz setzte der preußische König Friedrich Wilhelm IV. auf dem Balkon, wie vorher abgesprochen, seinen Helm ab.
Auf dem Friedhof selbst predigte zuerst Adolf Sydow, nach ihm hielt Assessor Georg Jung, der Wortführer der Berliner Demokraten, ebenfalls eine Rede. In den folgenden Wochen wurden weitere Opfer der Kämpfe, die ihren Verletzungen erlagen, auf diesem Gelände beigesetzt. Die endgültige Zahl der Gräber stieg auf 254.

### 1848–1849

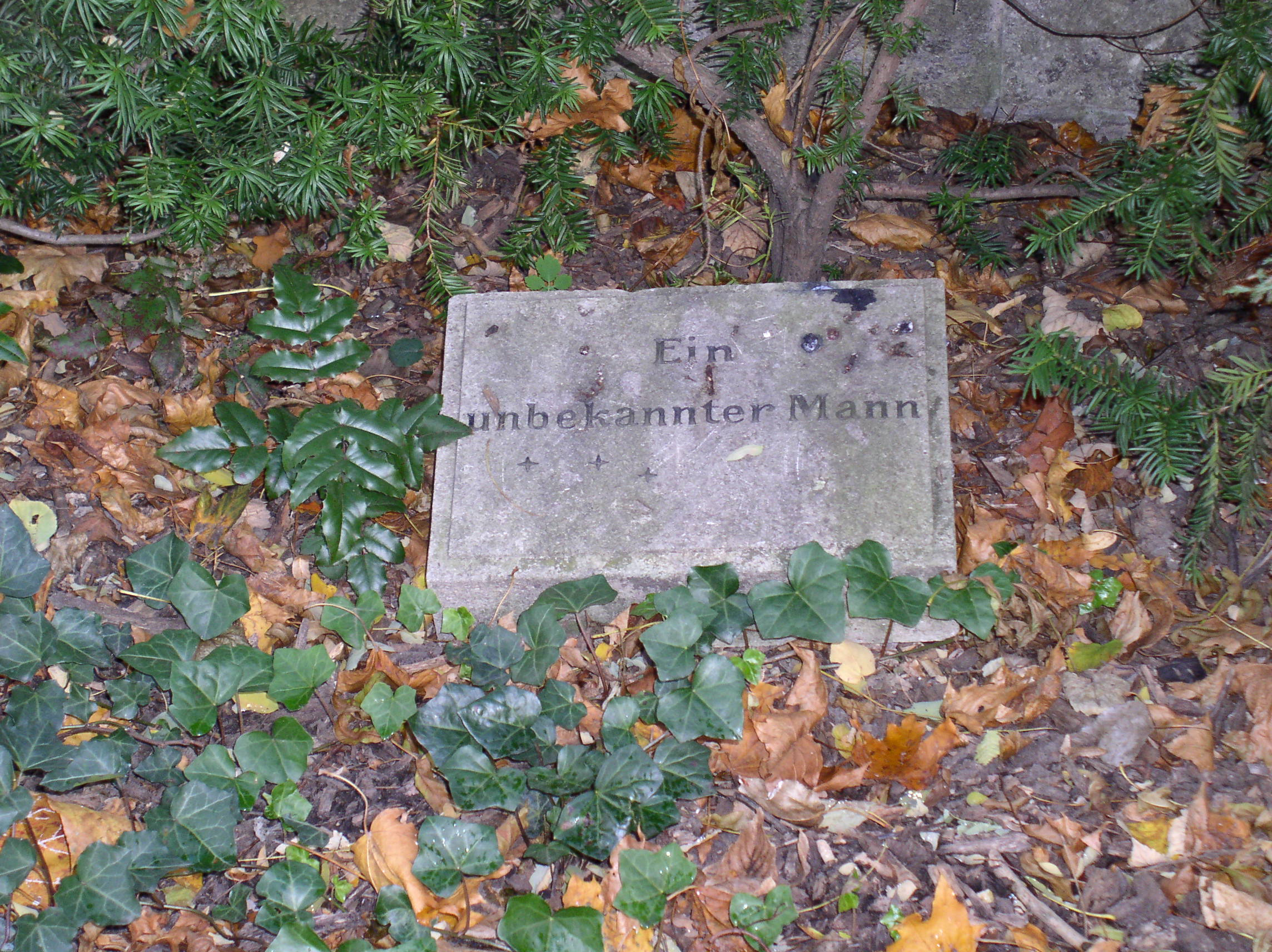
Grab für einen Unbekannten

Der Friedhof der Märzgefallenen wurde ab 1848 zu einem Symbol der deutschen Demokratiebewegung. Die Anlage stellte dabei regelmäßig einen wichtigen Gedenk- und Demonstrationsplatz dar.
Im Juni 1848 kam es an den Gräbern zu einer ersten Demonstration Berliner Studenten an diesem Ort, an der etwa 100.000 Menschen teilnahmen. Sie wollten der Toten gedenken und zugleich die Regierenden ermahnen, die bei der Revolution erworbenen Veränderungen nicht vorschnell wieder rückgängig zu machen. Ein Schreiben der Studierenden an den Magistrat zeigt dies:

„Die Tendenz des Zuges ist, der vielfach angesprochenen Missbilligung und Verketzerung einer Revolution zu antworten, der wir die Vervollständigung unseres politischen Rechtes verdanken, und den durch Verwundung gekrönten Namen der Gefallenen zu ehren.“

Bereits am 25. März 1848 wurde in verschiedenen Berliner Zeitungen in einer öffentlichen Bekanntmachung um Spenden sowie Entwürfe für ein Denkmal auf dem Friedhof gebeten, zu welchem am Jahrestag der Revolution der Grundstein gelegt werden sollte. Dieser Aufruf wandte sich an das gesamte deutsche Volk mit dem Hinweis, dass die Märzrevolution nationaler Natur sei und somit nicht die Berliner allein in der Pflicht seien. Das eingegangene Geld für das Komitee zur Errichtung des Denkmals verwaltete der Kaufmann und Schuhfabrikant F. H. Bathow. Da dieses Komitee allerdings nicht behördlich genehmigt war, wurde Bathow polizeilich gezwungen, das Geld herauszugeben. Der Verbleib und die Summe des gesammelten Geldes blieben ungeklärt, nach widersprüchlichen Meldungen wurde es entweder 1854 beim Stadtgericht deponiert oder ging in die Pensionskasse der Schutzleute über.

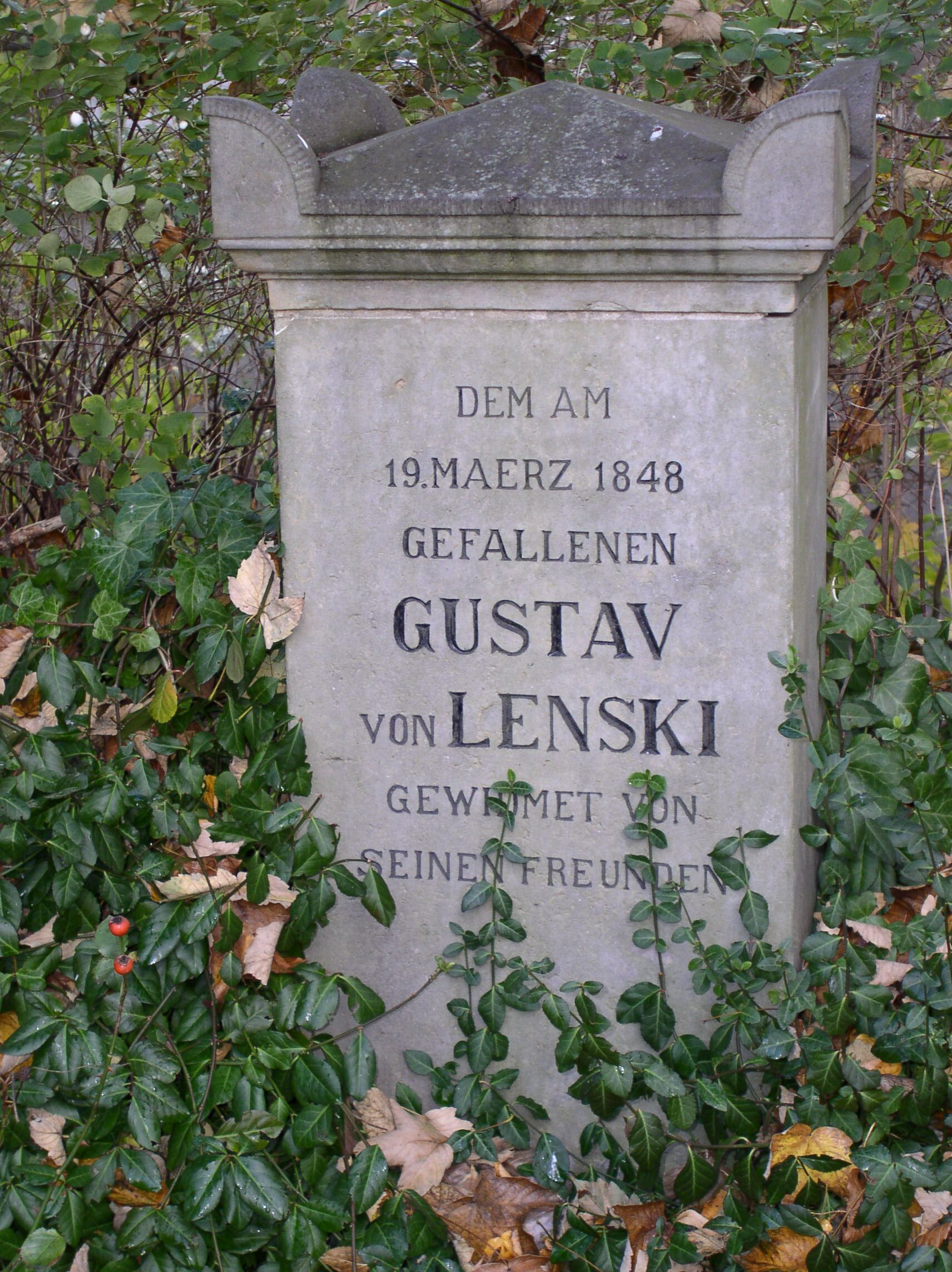
Grabstein

Wegen der Einziehung des Geldes kam es nicht zu einem Denkmal zum Jahrestag der Revolution. Zu diesem Datum waren noch nicht einmal alle Gräber mit einfachen Holzkreuzen bestückt und die Stadtregierung wollte diese nicht finanzieren. So brachten die Berliner die fehlenden rund 60 Kreuze durch eine spontane Sammlung zwischen dem 18. und 22. März 1849 auf.
Aufgrund der politischen Entwicklung bis zum ersten Jahrestag der Revolution rechneten sowohl Magistrat als auch Stadtverordnetenversammlung mit erneuten Aufständen in Berlin. Aus diesem Grunde wurde die Besatzungsstärke des Militärs und der Polizei massiv aufgestockt. Die Königlich privilegirte Berlinische Zeitung schrieb am 20. März 1849:

„Die Stadt selbst bot schon am 17. einen vollständig kriegerischen Anblick dar, und es waren alle Maßregeln getroffen worden, wie im Belagerungszustande sie nur vorkommen können. In allen Dörfern und Vorstädten um Berlin lagerten bedeutende Truppenmassen (…). Namentlich stark war der Friedrichshain vor dem Landsberger Tor cerniert. Die wenigen Gebäude, welche am Eingang zum Friedrichshain liegen, waren bis in die kleinsten Räume mit Soldaten gefüllt (…) Große Abteilungen Dragoner patrouillierten auf allen Wegen, und der Friedrichshain wurde überdies von einer Abteilung von Schutzmännern bewacht.“

Trotz dieser Präsenz von Militär und Polizei zogen am 18. März Tausende zu den Gräbern der Märzgefallenen. Dabei handelte es sich vor allem um Arbeiter. Bereits in der vorhergehenden Nacht waren die Gräber mit Blumen geschmückt worden und Mitarbeiter der Borsigwerke stellten an den vier Ecken des Friedhofs je eine stählerne Säule auf, die mit zwei Fackeln bestückt wurde. Am Nachmittag des Tages kam es tatsächlich zu den befürchteten Zusammenstößen zwischen Demonstranten und den Schutzleuten, die jedoch verhältnismäßig glimpflich ausgingen.
Als im September 1849 Otto von Bismarck den Friedhof besuchte, schrieb er voll Bitterkeit an seine Gattin:

„Gestern war ich mit Malle [Malwine von Arnim-Kröchlendorff, Schwester Bismarcks] in Friedrichshain, und nicht einmal den Todten konnte ich vergeben, mein Herz war voller Bitterkeit über den Götzendienst mit dem die Gräber dieser Verbrecher, wo jede Inschrift auf den Kreuzen von ,Freiheit und Recht’ prahlt, ein Hohn für Gott und Menschen. Wohl sage ich mir, wir stecken alle in Sünden, und Gott allein weiß, wie er uns versuchen darf; aber mein Herz schwillt von Gift, wenn ich sehe, was sie aus meinem Vaterland gemacht haben, diese Mörder, mit deren Gräber die Berliner noch heut Götzendienst treiben.“

### Von 1850 bis 1900

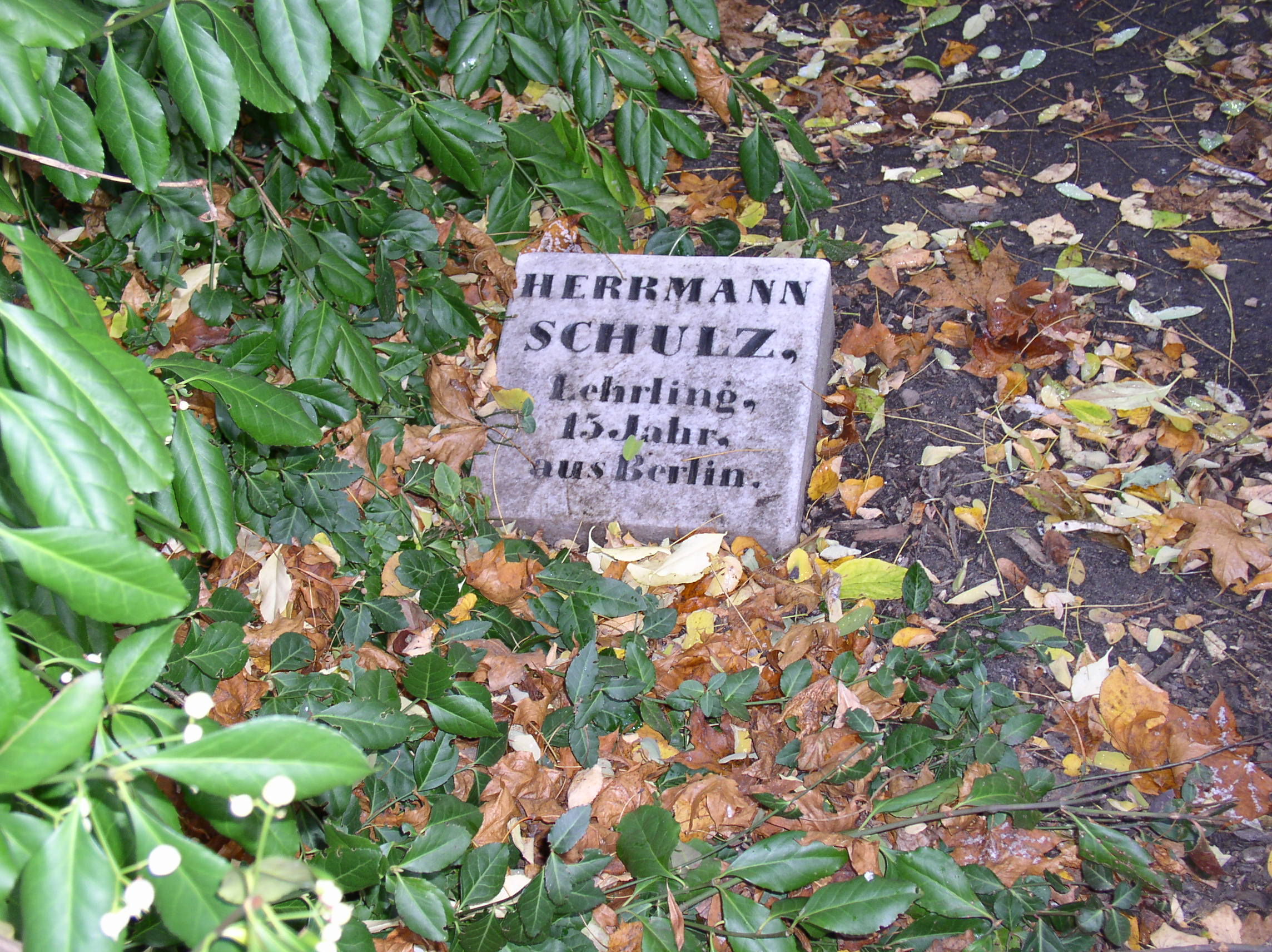
Grabstein

Um in den folgenden Jahren Ausschreitungen zu vermeiden, verbot das Preußische Staatsministerium das Betreten des Friedhofs am 18. März 1850 und zu den Jahrestagen der folgenden Jahre. Bereits am 17. März 1850 wurden alle Zugänge von Polizeikräften abgesperrt. Am gleichen und am folgenden Tag trafen Arbeiter am Park ein und versuchten, auf die Friedhofsanlage zu gelangen, um dort Blumen und Kränze niederzulegen. Die Gedenkveranstaltungen fanden daraufhin in den umliegenden Gartenlokalen statt, und es kam auch in diesem Jahr zu Auseinandersetzungen zwischen der Polizei und den Demonstranten.
Am 20. März 1850 verkündete die Königlich privilegierte Berlinische Zeitung, dass der Friedhof der Märzgefallenen planiert und die Begrabenen umgelagert werden sollten. Der Platz sollte einem Bahnhofsbau weichen. Diese Ankündigung wurde jedoch nie realisiert, und so kamen auch am 18. März 1851 viele Arbeiter zum Friedhof. Dieser Tag endete wieder in Ausschreitungen, die diesmal nicht ohne Verletzte endeten. Bis zum 18. März 1852 wurden alle Wege zum Friedhof mit Ausnahme des Hauptweges vom Landsberger Tor mit Blumen bepflanzt und damit unbegehbar gemacht. Im Vorfeld des Kölner Kommunistenprozesses kamen jedoch in diesem Jahr 10.000 Demonstranten in den Park und wiederum endete der Tag in Gewalt. Ab 1853 war der gesamte Park mit einem hohen Bretterzaun, später einem Stangenzaun, abgeriegelt. Auf diese Weise verhinderten die Ämter in dem Jahr eine Versammlung am Friedhof.
Über den geplanten Bahnhofsbau wurde erst im Februar 1854 erneut berichtet, nachdem 1853 der Bau eines Waisenhauses am Rand des Parks mit der Begründung abgelehnt wurde, dass der Anblick des Friedhofes die Jugend täglich an die Märzrevolution 1848 erinnern und so erneut zur Rebellion verleiten könne. Auch hierauf kam es nicht zu einer Verlegung, und bis zum Jahr 1856 versammelten sich jedes Jahr etliche Menschen zum Gedenken an die Revolution und an die Gefallenen am Friedhof. In einem Schreiben vom 22. Oktober 1856 forderte der Polizeipräsident von Berlin den Magistrat der Stadt auf, durch die Pflanzung einer dornigen Hecke den Zugang zu dem Friedhof unmöglich zu machen in „der Absicht, jenen Platz möglichst der Vergessenheit anheimfallen zu lassen.“ Der Magistrat lehnte diese Pläne ab und schlug erneut eine Umlagerung der Toten vor, der der Polizeipräsident zustimmte unter der Voraussetzung, dass dies möglichst ohne großes Aufsehen geschehen sollte.
Im Oktober 1857 bekam die Presse und damit die Öffentlichkeit Kenntnis von den Plänen des Magistrats durch Angehörige der Toten, von denen der Magistrat eine Einwilligung zur Verlegung der Toten gegen die Zahlung von Geldern bekommen wollte. Im September 1858 legte der Magistrat der Stadtverordnetenversammlung einen Plan zur möglichst baldigen Verlegung vor, den diese auch beschloss. Daraufhin wurde eine unbekannte Anzahl von Särgen auch ausgegraben, eine Komplettverlegung fand jedoch nicht statt. Am 15. Mai 1861 verkündete die Königlich-Privilegierte Zeitung, dass der Zutritt zum Friedhof wieder uneingeschränkt erlaubt sei.

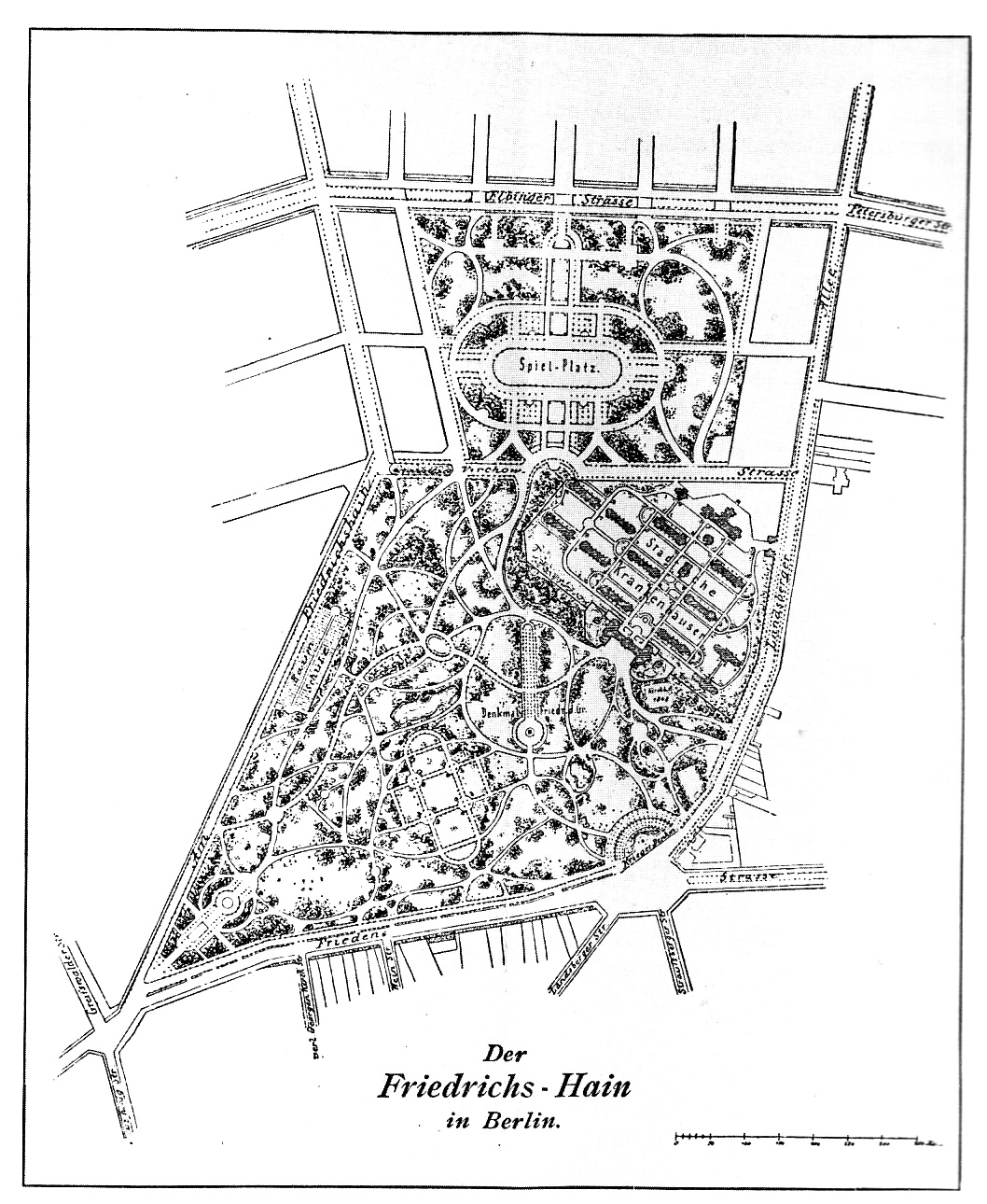
Plan vom Volkspark nach dem Bau des Krankenhauses, 1875

In den Jahren von 1868 bis 1874 erfolgte der Bau des städtischen Krankenhauses Friedrichshain an der Landsberger Allee in direkter Nachbarschaft des Friedhofs. Der Friedhof selbst liegt seitdem direkt an der Krankenhausmauer, durch die Zufahrtsstraße zum Haupteingang des Krankenhauses vom restlichen Volkspark abgetrennt. Der nächste wichtige Termin für den Friedhof war der 18. März 1873, der 25. Jahrestag der Revolution. Zugleich wurde dieser Tag ein Gedenktag für die Pariser Kommune von 1871. Am und auf dem Friedhof der Märzgefallenen strömte eine große Menschenmenge zusammen, und das Jubiläum führte erneut zu starken Auseinandersetzungen zwischen Demonstranten und der Polizei. Diese ließ den Park am späten Nachmittag gewaltsam räumen. Auch in den folgenden Jahren wurde der Friedhof alljährlich von Tausenden von Besuchern aufgesucht, vor allem von kommunistischen und sozialdemokratischen Arbeitern. Auch Lokalpolitiker sowie die sozialdemokratische Reichstagsfraktion ehrten die Toten wiederholt durch Niederlegung von Kränzen.
Vor dem 50. Jahrestag 1898 kam es zu einem Streit zwischen den städtischen Behörden und dem Polizeipräsidium Berlins um die Neugestaltung des Friedhofs; die Historikerin Helke Rausch nennt das Verhalten von Seiten des Monarchen und der Behörden „massive Obstruktion“. Im März 1895 hatte der Allgemeine Arbeiterverein Berlins in einer Resolution die Planungen von 1848 wieder aufgenommen und gefordert, für die „Kämpfer“ von 1848 ein Denkmal zu errichten. Die Stadtverordneten stimmten der Errichtung eines repräsentativen Eingangsportals mit eisernem Tor auf dem Friedhof zu, für das Ludwig Hoffmann einen Entwurf vorlegte, während der Oberpräsident der Provinz Brandenburg, Heinrich von Achenbach, Bedenken äußerte, wenn der Magistrat von Berlin sich an einer Ehrung der Aufständischen beteilige. Im Januar 1898 lehnte der Berliner Magistrat die Vorlage auf Druck des Ministerrats ab, wogegen die Stadtverordneten protestierten und Klage beim Oberverwaltungsgericht erhoben – ohne Erfolg, sodass sich die „reaktionäre“ Behördensicht durchsetzte. Im Jahr 1899 kam der Streit erneut auf, als statt eines Denkmals die Platzierung einer Gedenktafel am Eingangsportal angeregt wurde. Das Polizeipräsidium verweigerte nunmehr die Bauerlaubnis mit der Begründung, dass „… das Bauwerk eine Ehrung der dort begrabenen Märzgefallenen bezwecke, mithin eine politische Demonstration zur Verherrlichung der Revolution, die aus allgemeinen ordnungsgemäßen Gründen nicht gestattet werden kann.“

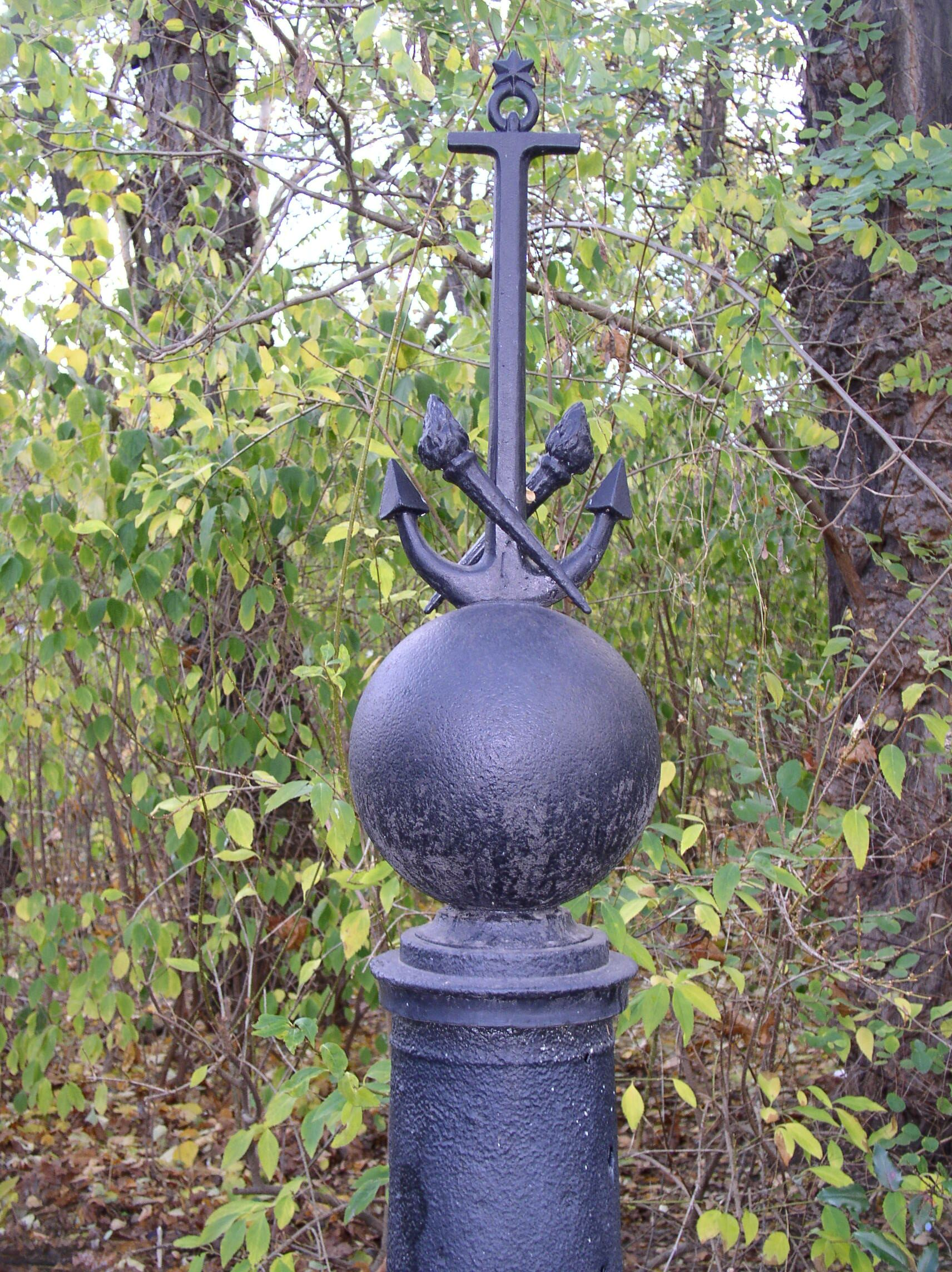
Grabstele

Eine Ehrung der Märzgefallenen wurde weiterhin abgelehnt, und der Friedhof wurde in einen „ordnungsgemäßen“ Zustand versetzt, ohne Rücksicht auf seine historische Besonderheit zu nehmen. In Bezug auf diese Streitigkeiten um das Denkmal lautete die Beschriftung des Kranzes der sozialdemokratischen Fraktion der Stadtverordneten:

„Euer Denkmal habt ihr euch selbst gesetzt.“

Der marxistische Historiker Franz Mehring fasste 1897/1898 in seiner Geschichte der Sozialdemokratie die Historie des Friedhofs empathisch zusammen:

„[Die Bourgeoisie] hat [das Werk des 18. März] verraten, und ihr böses Gewissen ließ den Friedhof verwildern, wo die gefallenen Volkskämpfer zur Ruhe gebettet worden waren. Der Rost nagte an den Buchstaben und Ziffern der Kreuze, und über den versunkenen Grabhügeln wehte das Gras zusammen. Dann aber kam der Tag, an dem das erwachte Klassenbewusstsein des Proletariats die historische Bedeutung der Märzrevolution begriff und die Gräberstätte des Friedrichshains von neuem weihte.“

### 1900 bis 1945
Im Jahr 1908 und somit zum 60-jährigen Bestehen des Friedhofs fiel das Jubiläum in die Zeit des politischen Streits um das Wahlrecht in Deutschland. Die Sozialdemokraten verabschiedeten im März an den Gräbern der Märzgefallenen ihre Resolution zu diesem Thema als Märzresolution, in der sie das allgemeine, gleiche, geheime und direkte Wahlrecht in Deutschland forderten. Auf dem Friedhof wurden Kränze niedergelegt und mehrere Tausend Menschen hatten sich hier versammelt. Besonders die Schleifen an den Kränzen wiesen auf die Forderungen der Menschen und ganz besonders auf die Wahlrechtsforderungen hin. So war auf einem der Kränze, die von der Redaktion der Zeitung Vorwärts abgelegt wurden, die Widmung „Den ersten Wahlrechtskämpfern“ zu lesen. Etwa 60 Schleifen entfernte die Polizei aufgrund der Aufschriften, Ausschreitungen der Besucher gegen die Polizeikräfte waren die Folge.
Am 18. März 1917 wurde der traditionelle jährliche Gang der Arbeiter an die Gräber mit einer Solidaritätsbekundung zur Februarrevolution in Russland verbunden.

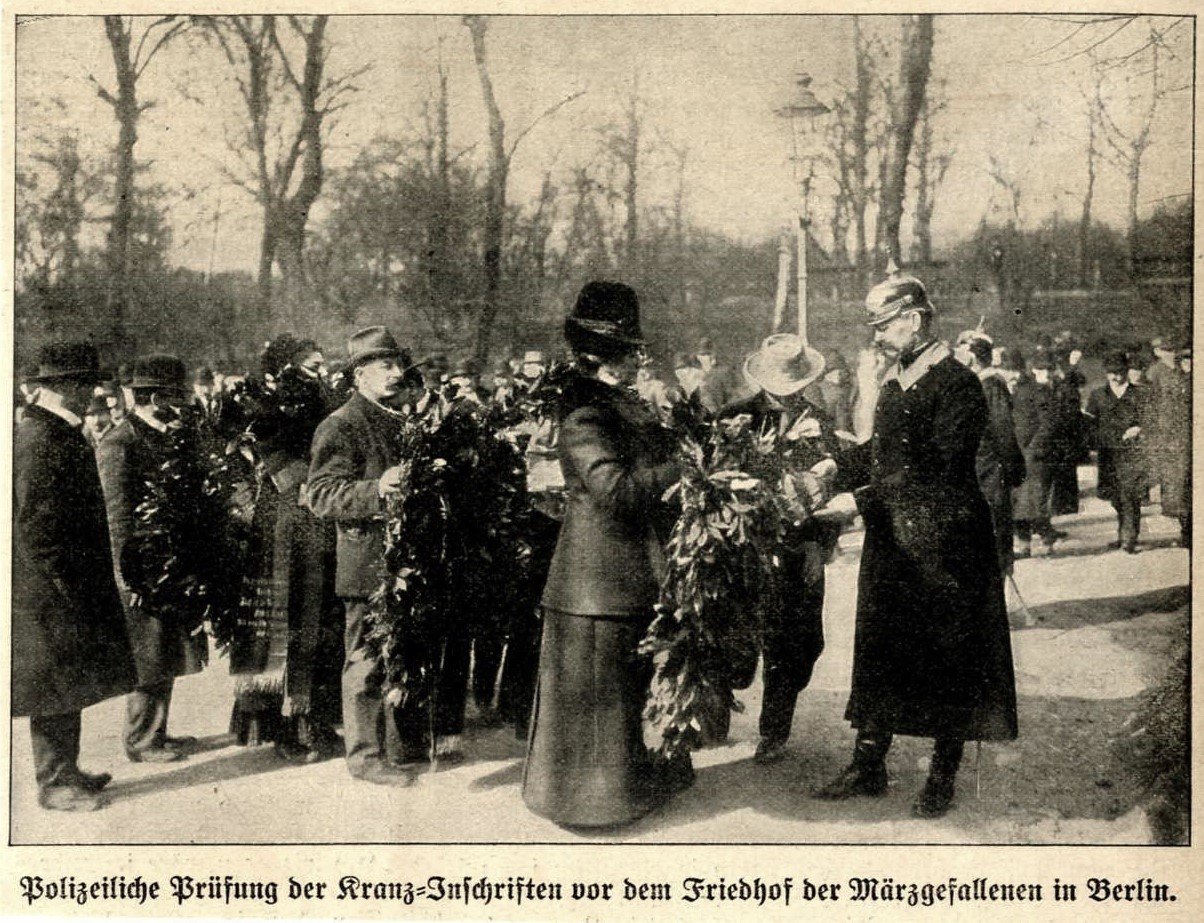
Polizeiliche Prüfung der Kranz-Inschriften vor dem Friedhof (1912)

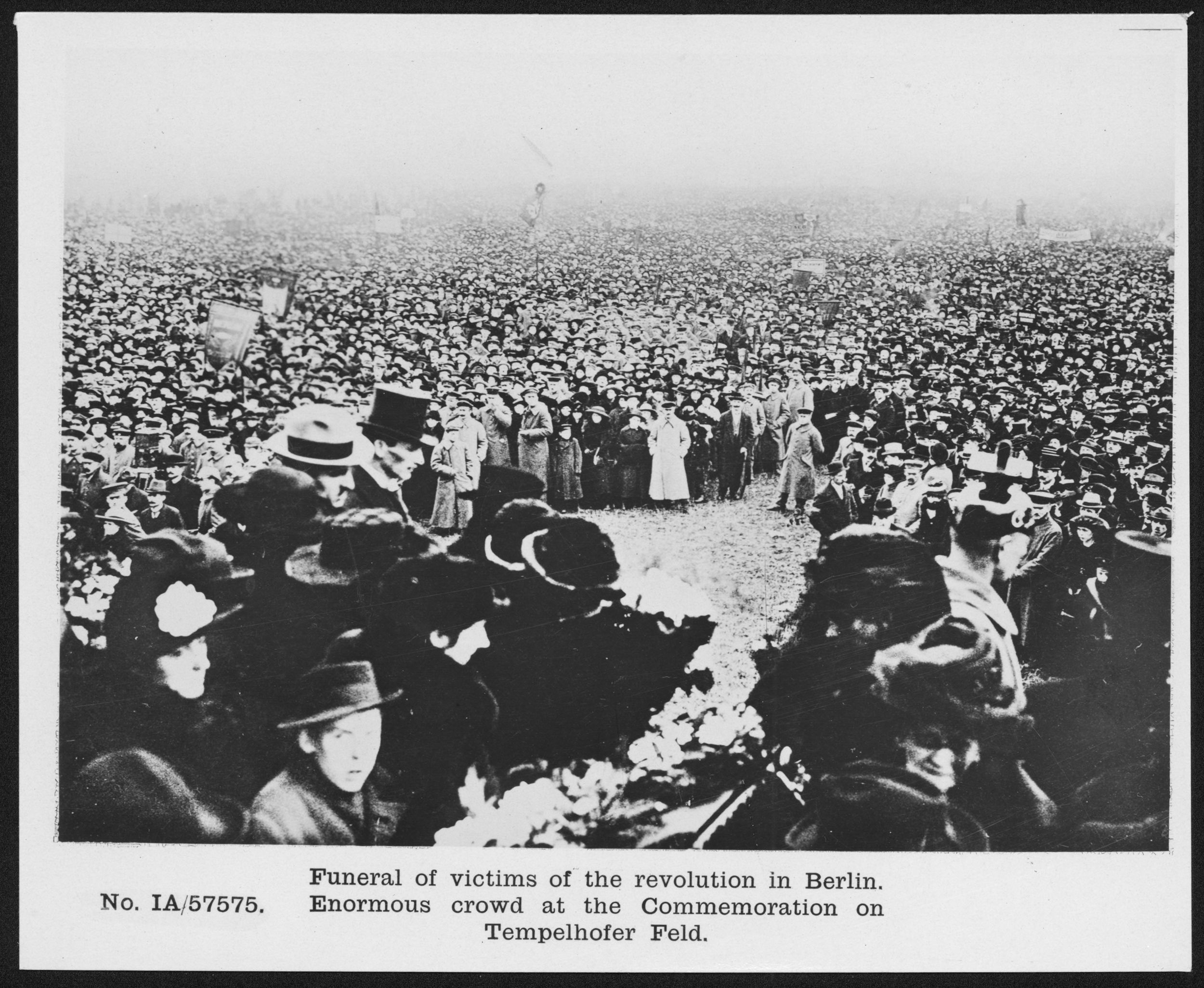
Volksmenge bei der Trauerfeier auf dem Tempelhofer Feld, November 1918

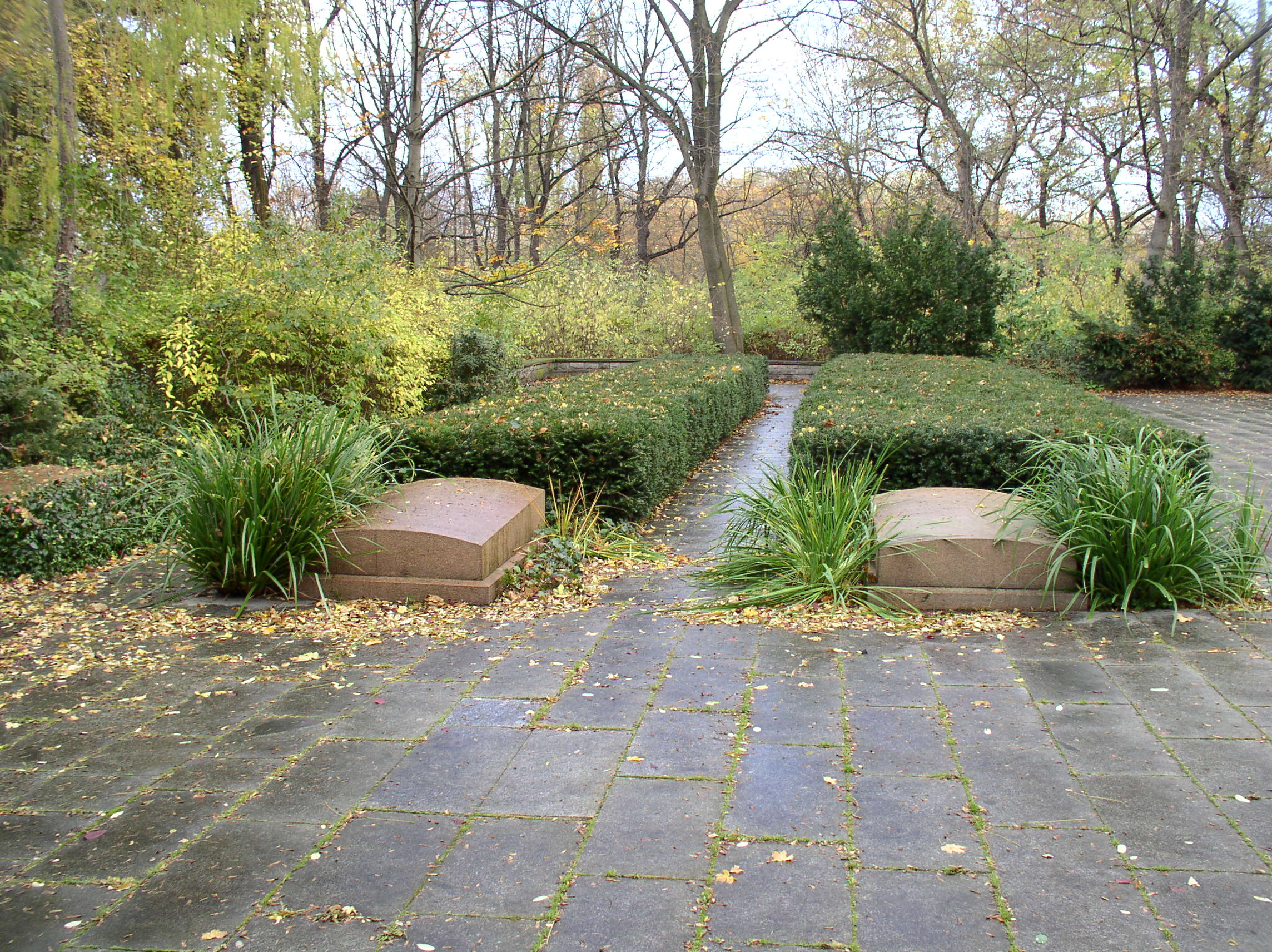
Gedenkplatten für die Opfer der Novemberrevolution

Im November des folgenden Jahres 1918 kam es auch in Deutschland zur Revolution, die als Novemberrevolution bekannt wurde. Am 20. November wurden acht Tote dieser Aufstände auf dem Friedhof der Märzgefallenen in einem separaten Gräberbereich begraben, um die Verbindung beider Revolutionen zu verdeutlichen und zu untermauern. Die Trauerfeier, bei der einige Redner die Parallelen zwischen den beiden Revolutionen betonten, fand auf dem Tempelhofer Feld statt; an ihr sowie an dem folgenden Trauerzug nahmen etliche tausend Menschen teil. Eine Ehrenkompanie des Alexander-Regiments führte den Zug an, gefolgt von einer großen Menge von Kranzträgern, Vertretern der Reichs-, Länder- und Stadtbehörden, der Sozialdemokratischen Partei sowie der Gewerkschaften. Danach kamen die Wagen mit den Särgen und den Angehörigen der Gefallenen sowie eine Sonderkompanie von Matrosen. Die Arbeiterschaft folgte mit roten und schwarzen Fahnen. Als gegen 15:00 Uhr der erste Sarg in die Grube gelassen wurde, hielt Emil Barth (USPD) für den Rat der Volksbeauftragten die Trauerrede für die Toten, außerdem sprachen Luise Zietz (USPD) und Karl Liebknecht.

„Täuschen wir uns nicht. Auch die politische Macht des Proletariats, soweit sie ihm am 9. November zugefallen war, ist heute schon zum größten Teil zerronnen und zerrinnt von Stunde zu Stunde weiter (…) Zaudern zögert den Tod heran - den Tod der Revolution“

Vom 6. bis zum 11. Dezember 1918 kam es zu Konflikten mit konterrevolutionären Truppenteilen in Berlin. Bei einer gewalttätigen Auseinandersetzung am 6. Dezember im Bereich der Invalidenstraße kamen 16 Revolutionäre ums Leben, darunter auch Mitglieder des Roten Soldatenbundes (siehe Roter Frontkämpferbund). Willi Budich, führendes Mitglied des Spartakusbundes und einer der beiden Vorsitzenden des Soldatenbundes, wurde verwundet. Die Opfer dieses Angriffs wurden am 21. Dezember ebenfalls auf dem Friedhof beerdigt. Am 24. Dezember kam es zum Angriff von Regierungstruppen auf die Volksmarinedivision, die im Berliner Stadtschloss stationiert war und als spartakistisch galt. Bei den erfolgreichen Abwehrkämpfen der Matrosen kamen elf Menschen ums Leben, die am 29. Dezember in einer dritten Grube auf dem Friedhof der Märzgefallenen beigesetzt wurden.
Im Januar 1919 beantragten KPD und USPD die Beerdigung von 31 Toten des Spartakusaufstandes auf dem Friedhof der Märzgefallenen, unter ihnen Karl Liebknecht. Da der Magistrat diese Ehrung verweigerte, wurden diese Opfer der Revolution auf dem Zentralfriedhof Friedrichsfelde beigesetzt.
In der Weimarer Republik besuchten Arbeiter, aber auch Vertreter der SPD, der KPD, der Gewerkschaften und vom Reichsbanner Schwarz-Rot-Gold wieder alljährlich den Friedhof als Gedenkstätte.
Zu Beginn der 1920er Jahre beschloss die Friedrichshainer Bezirksverordnetenversammlung mit der Stimmenmehrheit von SPD und KPD, dem Friedhof ein „würdiges Aussehen zu verleihen“. Dies bezog sich vor allem auf die Neugestaltung des Eingangstors nach der Vorlage von Ludwig Hoffmann. Am 11. Oktober 1925 wurde das neue Tor von Hoffmann als dessen letztes Bauprojekt und mit einer Kundgebung zu Ehren der „Kämpfer für die deutsche Freiheit“ (Ansprache durch Bezirksbürgermeister Mielitz) festlich eingeweiht. Nach Angaben der Zeitung Vorwärts fand dies unter Teilnahme einer „großen Menschenmasse“ statt, vor der Enthüllung des neuen Portals zogen 10.000 Männer der Berliner Kameradschaft des Reichsbanners mit gesenkten Fahnen und unter Trommelwirbel an diesem vorbei. Hoffmann war zu diesem Zeitpunkt bereits seit einem Jahr nicht mehr im Amt als Stadtbaurat der Stadt Berlin. Das Tor war aus Eisen geschmiedet und an beiden Seiten von Säulen gehalten, auf denen sich jeweils kniend und nackt die Gestalt des griechischen Todesgottes Thanatos auf eine gesenkte Fackel stützte. Der Vorwärts schrieb:

„Die schlichte, fast karge Gemessenheit republikanischer Anschauung kommt auch in der neuen Pforte zum Ausdruck, die (…) endlich in würdiger Form den Eingang zu dem kleinen Friedhof der Märzgefallenen in Friedrichshain eröffnet. Ein schlichtes Portal aus hartem Stein und zähem Eisen, von Künstlerhand entworfen, wird der Öffentlichkeit übergeben werden.“

Außerdem wurden die noch verbliebenen Grabsteine und -kreuze in der bis heute (2023) zu sehenden Weise an drei Seiten des Friedhofs angeordnet.
Während des nationalsozialistischen Regimes wurde der Friedhof kaum beachtet und geriet in weiten Teilen der Bevölkerung in Vergessenheit. Eine öffentliche Ehrung der Gefallenen der Revolutionen konnte zu politischer Verfolgung führen, aus Angst blieben auch die sozialdemokratischen und kommunistischen Gegner der Nazis fern.

### Nach 1945

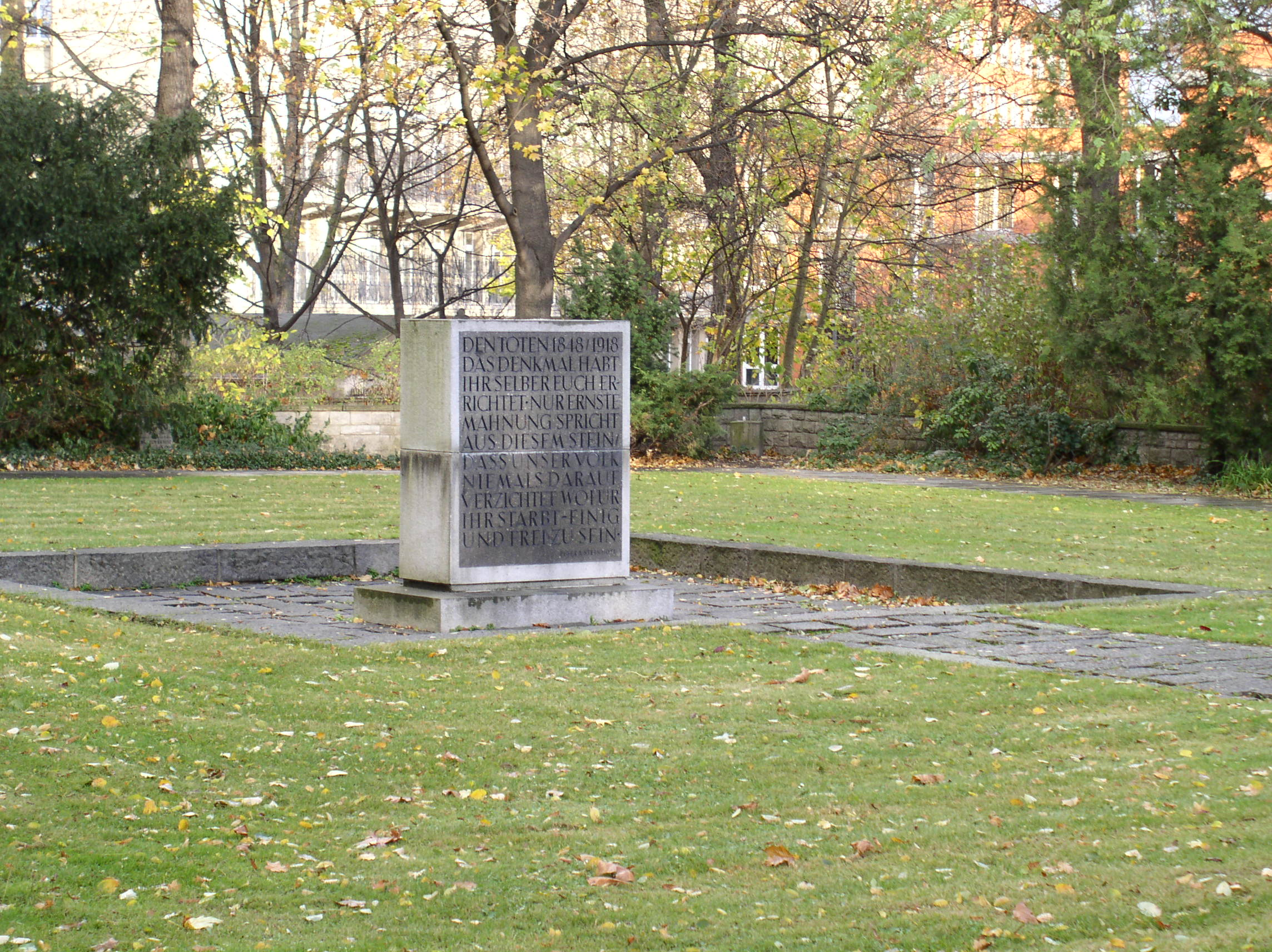
Gedenkstein (Vorderseite)

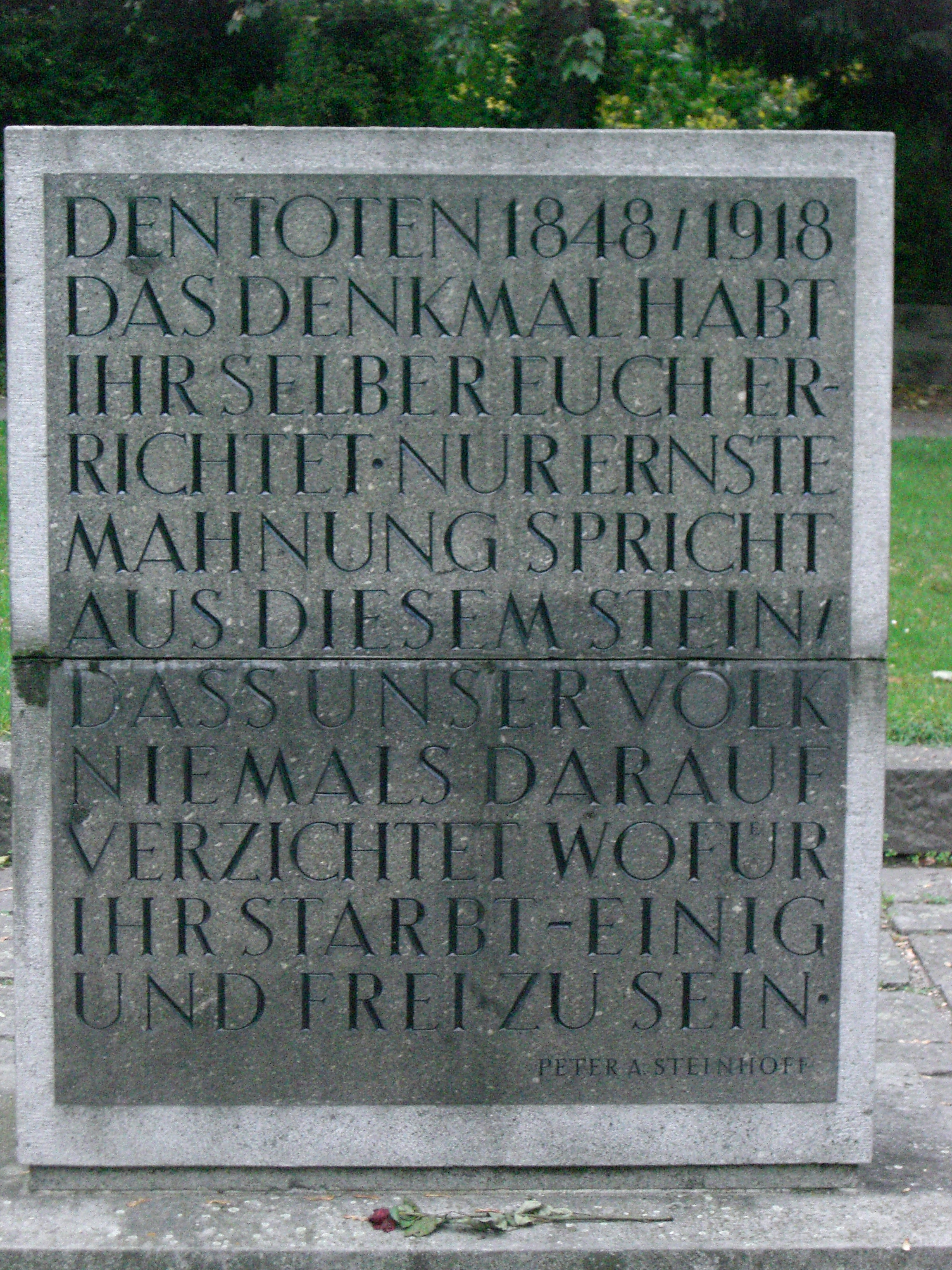
Inschrift auf dem Gedenkstein (Vorderseite)

Nach dem Ende des Zweiten Weltkrieges rückte auch der Friedhof wieder mehr ins öffentliche Bewusstsein; nun lag er im sowjetischen Sektor der Stadt. 1947 erarbeitete der Berliner Magistrat einen Entwurf zur Gestaltung des 100. Jahrestages der Revolution und vor allem zur Umgestaltung des Friedhofs. Das Bezirksamt Friedrichshain schlug vor, die engen Wege des Friedhofes zugunsten eines zentralen Versammlungsplatzes zu beseitigen und im Zentrum einen Gedenkstein aufzustellen. Das geschmückte Tor nach Hoffmanns Vorlage existierte zu diesem Zeitpunkt noch und sollte bei dieser Umgestaltung durch eine schlichtere Variante ausgetauscht werden, stattdessen wurden jedoch vorerst nur die zierenden Figuren entfernt: „Lediglich das Eingangstor bedarf unter Fortfall seines wenig schönen figürlichen Schmuckes einer geringen Umgestaltung.“

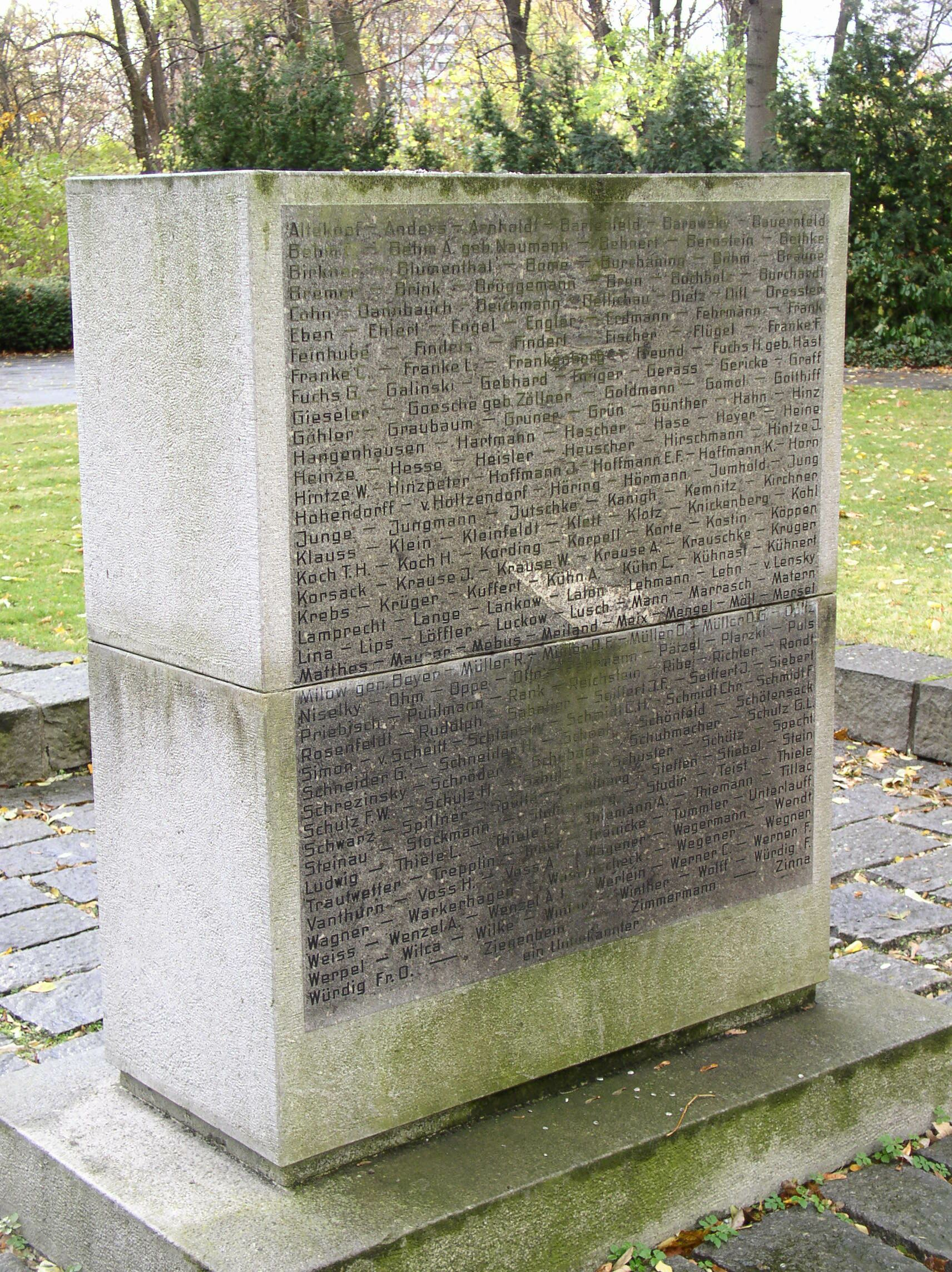
Gedenkstein (Rückseite)

Am 18. März 1948 wurde zu Beginn der Feierlichkeiten der neue Gedenkstein an zentraler Stelle enthüllt. Die Fläche war mit Rasen bepflanzt worden, und ein schmaler Weg führte zum Gedenkstein. Die Rückseite des Steines ist beschriftet mit den Namen von 249 Märzgefallenen von 1848, die Vorderseite mit dem Text von Peter A. Steinhoff:

„Den Toten 1848/1918. Das Denkmal habt ihr selber euch errichtet - Nur ernste Mahnung spricht aus diesem Stein / Dass unser Volk niemals drauf verzichtet wofür ihr starbt - Einig und frei zu sein.“

Erneut umgestaltet wurde der Friedhof in den Jahren 1956/57 in Vorbereitung auf den 40. Jahrestag der Novemberrevolution. Unter Leitung von Franz Kurth wurde der westliche Teil mit drei Grabplatten als Gedenksteine für die Opfer von 1918 ausgestattet. Auch das Tor wurde jetzt durch ein neues, vier Meter breites Eingangstor zur damaligen Leninallee hin ersetzt. Im Jahr 1960 wurde direkt vor dem Eingang die von dem Berliner Bildhauer Hans Kies aus Bronze gefertigte Figur Roter Matrose aufgestellt. Überlebensgroß stellt sie einen bewaffneten Matrosen der Novemberrevolution dar.
Während der gesamten DDR-Zeit fanden auf dem Friedhof alljährlich Gedenkfeiern und Kranzniederlegungen statt, die jedoch selten aufsehenerregend waren. Seit 1979 veranstaltete unabhängig davon auch die West-Berliner Initiative Aktion 18. März jährlich eine Kranzniederlegung auf dem Friedhof, was die DDR-Behörden nicht gern sahen, aber duldeten.

## Seit 1990

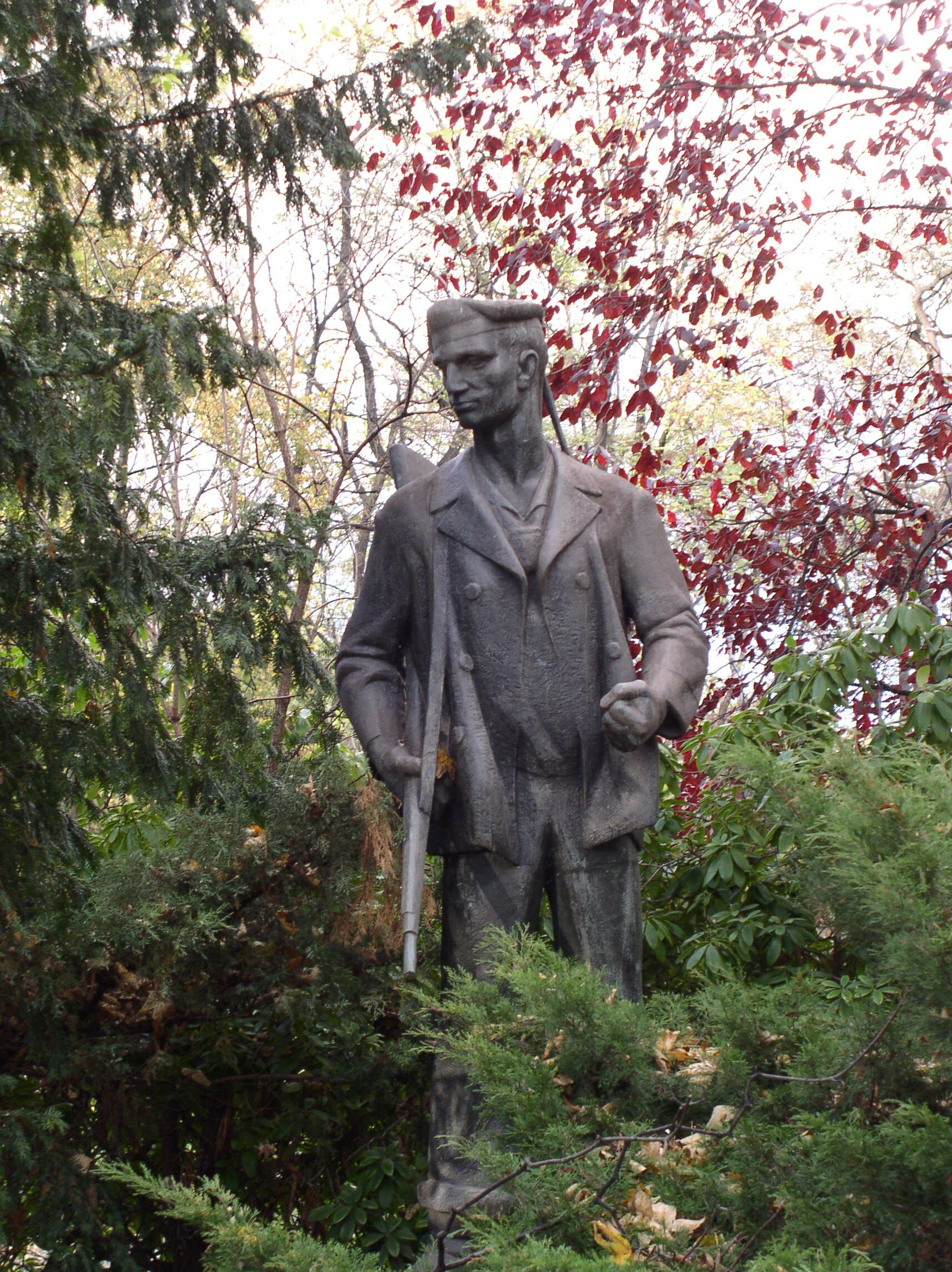
Roter Matrose

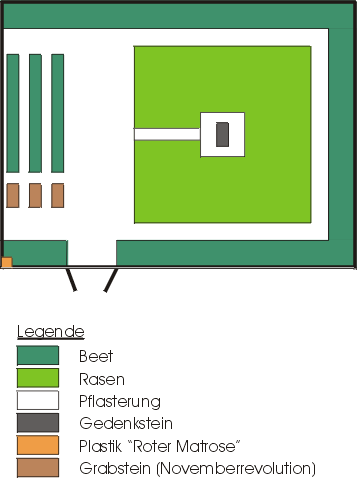
Lageplan des Friedhofs der Märzgefallenen

Seit 1992 gibt es vom zuständigen Bezirksamt und der Initiative gemeinsam organisierte Gedenkfeiern, zu denen der Präsident des Abgeordnetenhauses von Berlin traditionell einen Kranz niederlegt.
Der Friedhof der Märzgefallenen liegt im südlichen Teil des Volksparks Friedrichshain und gehört auf Grund seiner etwas abseitigen Lage zu dessen ruhigsten Teilen. Er ist vom Rest des Parks durch die Zufahrtsstraße zum Krankenhaus, den Ernst-Zinna-Weg, abgetrennt. Diese wurde am 18. März 2000 nach dem Schlossergesellen Ernst Zinna benannt, der am 19. März 1848 infolge der Kämpfe starb. Der Friedhof ist rechteckig, hat eine Größe von etwa 30 × 40 Metern und ist von einem niedrigen Steinmäuerchen umgeben. Vom ursprünglichen Bestand sind 18 steinerne Grabplatten, drei Grabkreuze aus Eisen, eine Stele und zwei Grabdenkmäler erhalten. Sie befinden sich in den dreiseitig umlaufenden Beeten, die mit Büschen und Bäumen bepflanzt sind. Im Zentrum der Anlage steht der 1948 enthüllte Gedenkstein, dessen Rückseite 249 Namen von Märzgefallenen trägt, ergänzt durch den Zusatz „ein Unbekannter“. Einige der Namen auf den erhalten gebliebenen Grabsteinen weichen von denen auf dem Gedenkstein ab. Die drei Grabplatten für die Opfer der Novemberrevolution liegen im westlichen Teil der Anlage. Während der linke mit einem Spruch von Karl Liebknecht und der rechte mit einem Spruch von Walter Ulbricht bedeckt sind, trägt der mittlere 33 Namen von Opfern der Novemberrevolution, deren bekanntester Erich Habersaath ist, der als erstes Berliner Opfer der Novemberrevolution am 9. November 1918 erschossen wurde. Auf der südwestlichen Ecke des den Friedhof umgebenden Mäuerchens steht die Bronzeplastik des Roten Matrosen.
Am 29. Mai 2011 wurde vor und auf dem Friedhof eine vom Paul-Singer-Verein organisierte Ausstellung zur Berliner Märzrevolution und zur Geschichte des Friedhofs eröffnet, die weiterhin vom Verein betrieben und gepflegt wird. Vor dem Friedhof wurde ein 30 Meter langer grün gestrichener Seecontainer mit einer Grundfläche von 60 m² aufgestellt, der als Ausstellungspavillon zur Märzrevolution und als Informationsbüro diente. Auf dem Friedhof stehen kreisförmig angeordnete Informationstafeln zur Geschichte des Friedhofs.
Am 3. September 2018 eröffnete anlässlich ihres 100. Jahrestages eine Dauerausstellung zur Novemberrevolution 1918. Wegen des beengten Platzes im Container wurde im März 2023 die Ausstellung aufgelöst und durch Freiluftstelen ersetzt. Der Container wird nun für Spezialveranstaltungen genutzt.

## Umbauarbeiten ab 2024
Östlich des Friedhofs soll bis Ende 2026 auf einem 600 m² großen Areal ein Besucherzentrum mit vier gekreuzt angeordneten verglasten Kuben, einem Sockel aus recycelten Klinkersteinen und einem begrünten Dach entstehen und die vorhandene Ausstellung samt Container ablösen. Der Siegerentwurf des Realisierungswettbewerbs stammt vom Berliner Architekturbüro AFF Architekten. Die erforderliche Fläche kaufte die Berliner Immobilienmanagement GmbH (BIM) als Bauherrin vom benachbarten Vivantes Klinikum im Friedrichshain.

### Ältere Quellen und Darstellungen
- Wilhelm Liebknecht: Zum 18. März und Verwandtes. Wörlein, Nürnberg 1893. SLUB Digitalisat
- Georg Jungs Rede am Grabe der am 18. und 19. März gefallenen Kämpfer. Gehalten am 22. März 1848. Götte, Braunschweig 1848. Goethe-Universität
- Namens-Verzeichniß der am 18. und 19. März in Berlin Gefallenen. In: Julius Lasker, Friedr. Gerhard: Des deutschen Volkes Erhebung im Jahre 1848, sein Kampf um freie Institutionen und sein Siegesjubel. Friedrich Gerhard Danzig 1848, S. 567 ff. (Scan 631 ff.) MDZ Reader